# Endiine

Grundstruktur der Endiine. R^{1} bis R^{4}: H oder organische Reste

Endiine sind eine Klasse bakterieller, cyclischer Naturstoffe, die zu den Cycloalkenen und Diinen zählen. Charakteristisch sind hier die Neun- bzw. Zehnringe, die eine Kohlenstoff-Kohlenstoff-Doppelbindung zwischen zwei entsprechenden Dreifachbindungen enthalten. Durch dieses Strukturmotiv sind diese Verbindungen in der Lage, eine Bergman-Cyclisierung einzugehen und können dadurch die DNA schädigen. Das hierbei entstehende Diradikal führt zu einem Doppelstrangbruch der DNA. Durch diese Eigenschaft ist diese Verbindungsklasse interessant als Chemotherapeutikum gegen Krebs; sie befinden sich heute zum Teil in der klinischen Phase. Neocarzinostatin wird heute in Japan bereits klinisch eingesetzt.

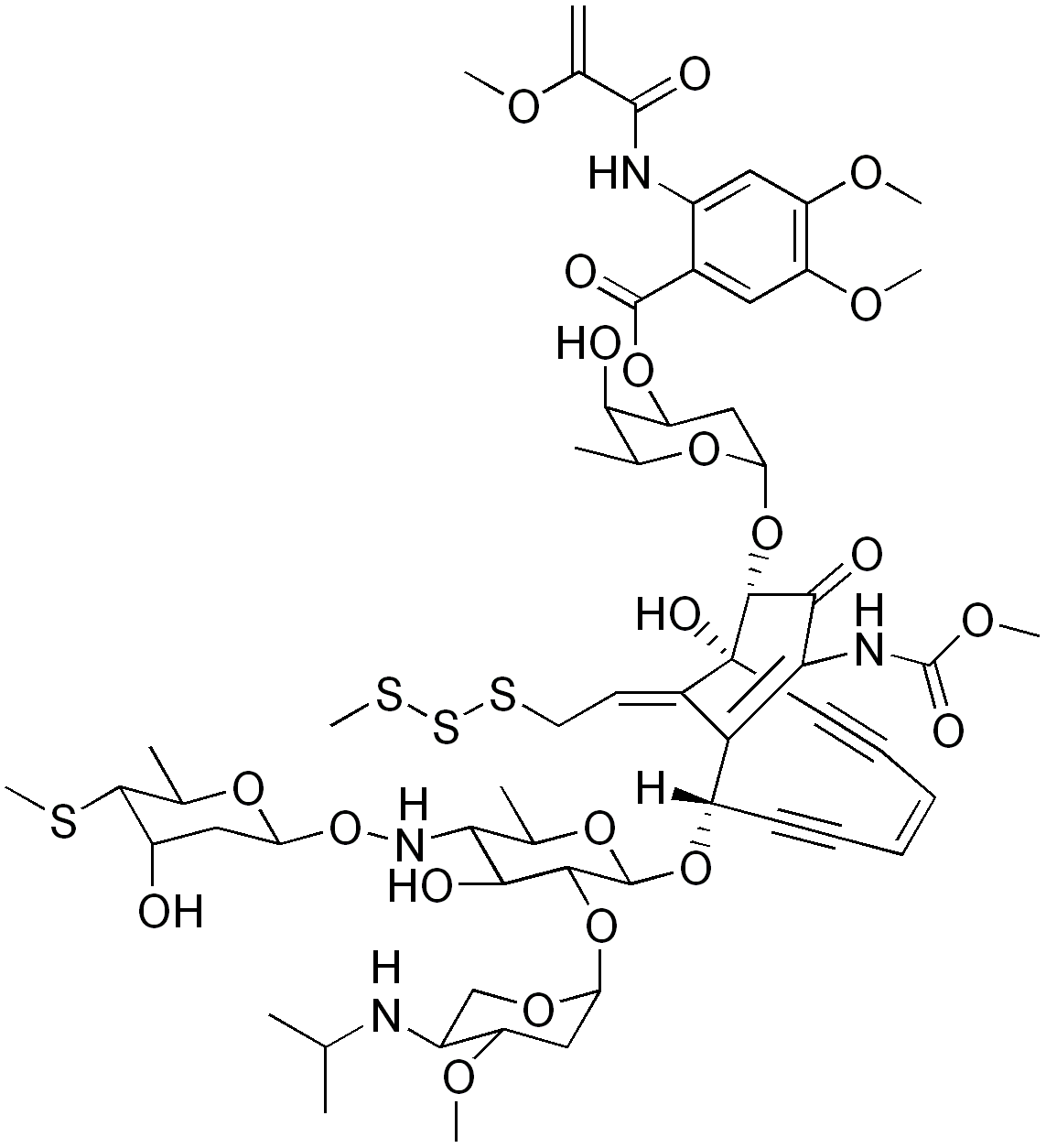
Struktur von Esperamicin

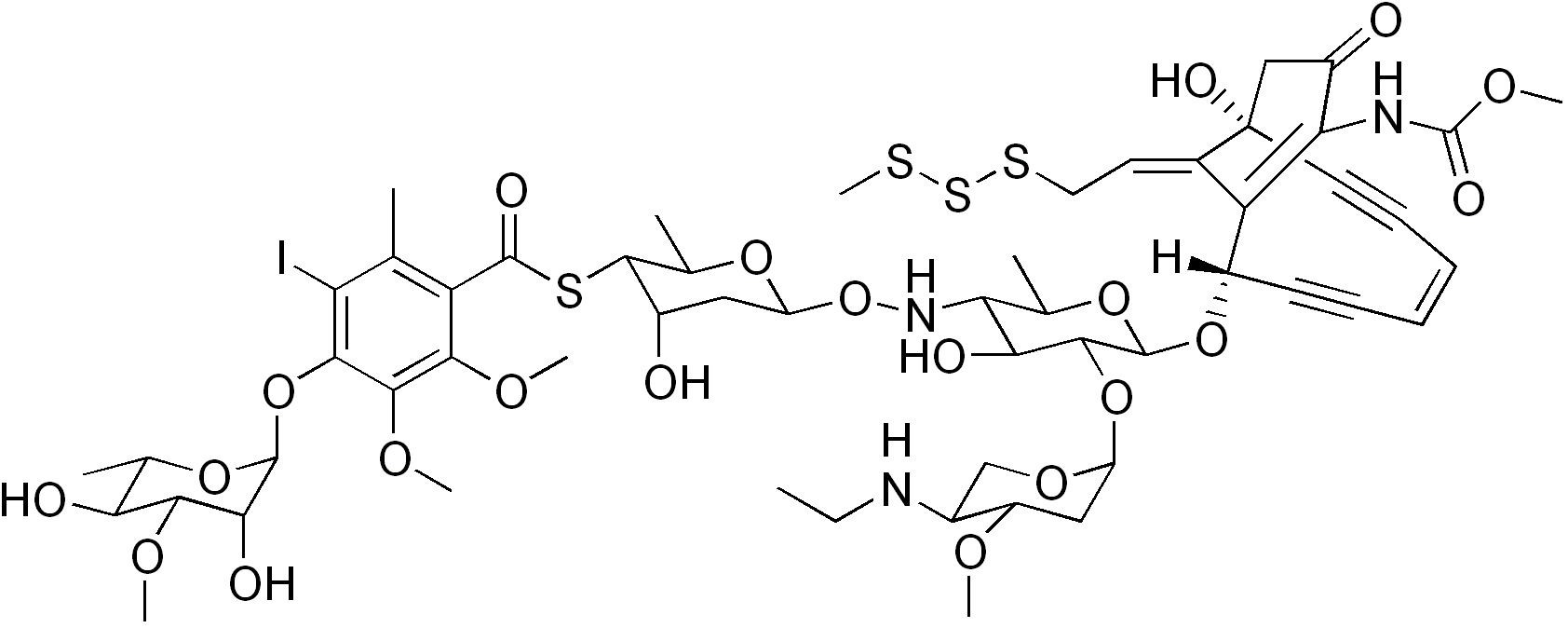
Struktur von Calicheamicin

Es sind verschiedene Naturstoffe bzw. -arten bekannt, die das Strukturmotiv der Endiine tragen:
- Calicheamicine
- Esperamicin
- Dynemicin A
- Chromoproteine